# Conops congoensis
Conops congoensis är en tvåvingeart som beskrevs av Camras 1962. Conops congoensis ingår i släktet Conops och familjen stekelflugor.
Artens utbredningsområde är Kongo. Inga underarter finns listade i Catalogue of Life.